# El adolescente
El adolescente (Подросток) es una novela del autor ruso Fiódor Dostoievski, publicada por primera vez en 1875. En El adolescente, Dostoievski retoma la figura del narrador autodiegético escribiendo en primera persona que ya había utilizado en Noches blancas. El texto consiste en las Memorias del protagonista, Arkadiy Dolgoruki, escritas un año después de los hechos. En ellas relata la formación de su carácter, juzga a su padre e incluye «digresiones» sobre su infancia.

## Sinopsis
La novela se desarrolla principalmente sobre la base de la relación del protagonista con su padre, Andréi Versílov, por quien inicialmente siente rechazo y finalmente adoración. Lo odia como consecuencia de ciertos rumores que acusan a éste de diversos actos negativos hasta que descubre que dichos rumores son falsos; desde ese momento se da cuenta de que su padre «no es un aventurero que se ha arruinado y ha caído, sino un hombre de alma leal y absoluta nobleza. Arkadiy entonces pasará desde el odio de su padre a una absoluta extasiada adoración». Jorge Serrano señala, al respecto, que «Dostoievski introduce así en la novela un retorno del padre pródigo hacia el hijo, en lugar de ser a la inversa como en la Biblia. Será entonces el hijo quien, siendo consciente de que su padre no es el depravado moral que él creía, velará por él defendiéndolo y protegiéndolo». La obra marca claramente un antes y un después de la reconciliación: antes de ésta, Arkadiy, en un resentimiento proyectado hacia lo social, opta por pasar sus días encerrado en una habitación pequeña y alejado de la gente —situación que recuerda a la actitud de Raskólnikov recluido en su habitación y al «hombre del subsuelo»—; luego de la reconciliación, se apodera de él un optimismo ingenuo y desmesurado, que lo lleva a creer en la posibilidad de alcanzar un utópico paraíso terrenal. Se desengañará luego, lo que representará su paso de la ingenuidad a la madurez.

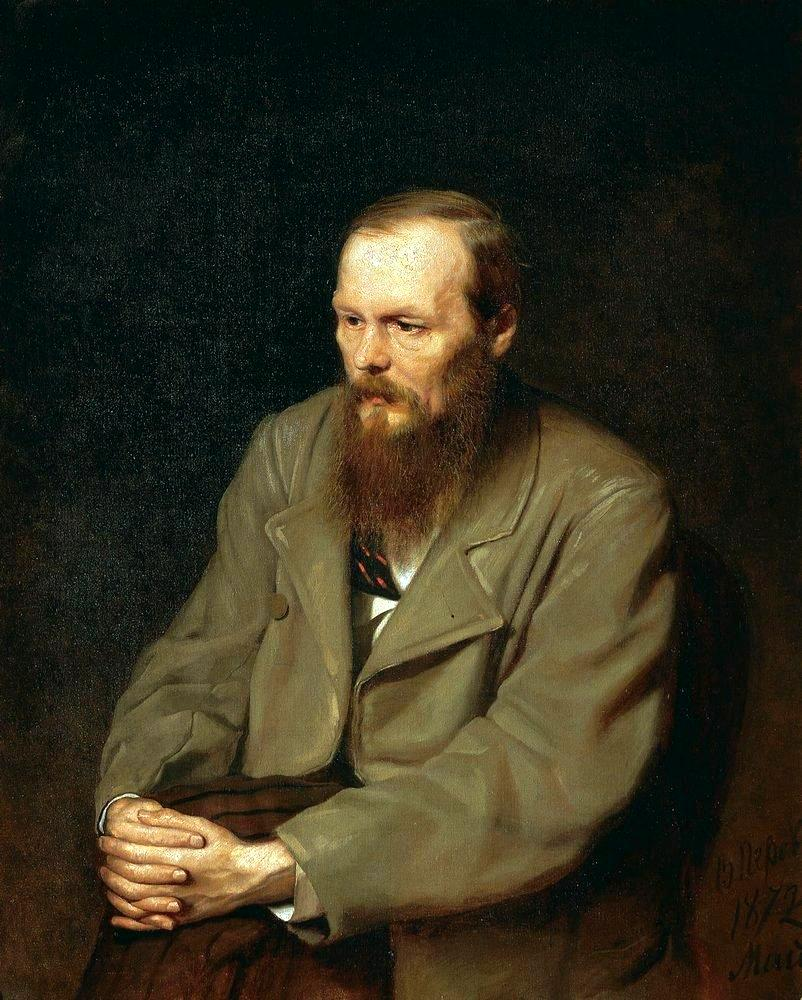
Retrato de Fiódor Dostoievski. por Vasili Perov (1872).

Paralelamente, en la historia, Dostoievski hace emerger lateralmente a Makar, padre legal de Arkadiy que, si bien no es un personaje protagonista en la narración, es central en el pensamiento del autor, pues representa los valores que éste intenta destacar en sus obras: la «belleza» espiritual, la bondad y el sufrimiento como sacrificio. En este sentido, este personaje es el equivalente al príncipe Myshkin de El idiota, a Tijón de Los demonios y a Zosima y Alioscha de Los hermanos Karamázov, entre otros. Versílov, un hombre representativo de la ya mencionada «década de los 40» rusa, al afirmar la tesis de que «es en el pueblo llano ruso, que en el pasado había soportado por siglos la esclavitud y la miseria, en donde se encontraba la «idea» de la nación rusa como liberadora de la Humanidad, una liberación que forzosamente tendría que estar sustentada en la religión ortodoxa», reconoce los principios morales de Makar, lo cual conduce a una de las ideas más queridas del autor: la «sublime fraternidad y unión de los intelectuales occidentalistas, la intelligentsia, con el pueblo depositario de la tradición ancestral rusa».

## Personajes
- Arkady Makárovich Dolgoruky protagonista de la historia.
- Makar Ivánovich Dolgoruky padre legal de Arkady.
- Andréi Petróvich Versílov es el padre biológico de Arkady. Se ve envuelto en un escándalo con una joven con problemas mentales que termina suicidándose.
- Príncipe Sergio Petróvich
- Príncipe Nicolás Ivánovich Sokolski Padre de Katerina Nikoláevna y amigo de Versílov
- Katerina Nikoláevna Ajmákova Hija del príncipe Sokolski, viuda del general Ajmákov y madrastra de Lidia.
- Sofía Andréievna Madre de Arkady
- Monsieur Touchard
- Tatiana Pávlovna
- Isabel Makárovna (Lisa) Hermana de Arkady
- Lidia Ajmákova Amorío del Príncipe Sergio Petróvich a la cual Versílov pide en matrimonio antes de que ella se suicidara
- Vassine
- Stebelkov Padrastro de Vassine
- Kraft
- Efim Compañero de instituto de Arkady